# Sanningen om Rödluvan
Sanningen om Rödluvan är en amerikansk animerad familjefilm från 2005, baserad på sagan om Rödluvan.

## Handling
Detektiverna Chief Ted Grizzly och Bill Stork har kallats till Mormor Pucketts hemtrevliga stuga för att undersöka om vad som försiggår där. När de kommer dit visar det sig vara ett storbråk mellan mormor, hennes barnbarn Rödluvan, en stor varg och en skogshuggare. De båda detektiverna beslutar sig för att intervjua var och en och få varje individs perspektiv om bråket. De får lära sig att mormor inte är så hjälplös som hon ser ut att vara, att Rödluvan har gjort hemliga göranden, att vargen inte är det fruktade odjuret som han gjort sig känd för och att skogshuggaren inte har en intellektuell fördel över de träd som han hugger ner.

## Engelska röster
- Anne Hathaway - Red Puckett
- Glenn Close - Granny Puckett
- Jim Belushi - Kirk, the Woodsman.
- Patrick Warburton - Wolf W. Wolf
- Anthony Anderson - Bill Stork
- David Ogden Stiers - Nicky Flippers
- Xzibit - Chief Ted Grizzly
- Chazz Palminteri - Woolworth
- Andy Dick - Boingo
- Cory Edwards - Twitchy Squirrel
- Benjy Gaither - Japeth the Goat
- Joshua J. Greene - Jimmy Lizard
- Ken Marino - Raccoon Jerry
- Tom Kenny - Tommy
- Preston Stutzman - Timmy
- Tony Leech - Glen
- Kevin Michael Richardson - P-Biggie
- Tara Strong - Zorra
- Tye Edwards - Dolph

## Svenska röster
- Pernilla Wahlgren - Rödluvan
- Fredrik Hiller - Vargen
- Ewa Fröling - Mormor
- Andreas Nilsson - Nicky Flippers/Japeth
- Jan Åström - Kirk
- Kim Sulocki - Twitchy
- Steve Kratz - Boingo
- Adam Fietz - Grizzly
- Erik Ahrnbom - Bill Stork
- Ole Ornered - Dolph
- Göran Berlander - Tommy
- Ola Forssmed - Jimmy
- Annica Smedius - Leza
- Jakob Stadell - Jerry